# Acanthocyclops vernalis
Acanthocyclops vernalis är en kräftdjursart som först beskrevs av Fischer 1853.  Acanthocyclops vernalis ingår i släktet Acanthocyclops och familjen Cyclopidae. Arten är reproducerande i Sverige. Inga underarter finns listade i Catalogue of Life.